# Толга, Назлы
Назлы Толга (тур. Nazlı Tolga; нидерл. Nazlı Tolga Brenninkmeijer; род. 8 ноября 1979, Анкара) — турецкая телеведущая и журналист.

## Биография
Начав карьеру журналиста в Kanal D 31 августа 1998 года, она окончила факультет журналистики Университета Мармара в 2003 году.

### Личная жизнь
Вышла замуж в 2013 году для голландского бизнесмена Лоренса Бренинкмайера в церкви Святого Духа. Стала натурализованным гражданином Нидерландов. Некоторое время жила в Бразилии, с 2017 года живет в Лондоне. Говорит на турецком, португальском, голландском и английском языках. Имеет сестру и дочь.

## Участие в телепрограммах
- Kanal D Gece Haberleri (Kanal D ; 1998—2002)
- Nazlı Tolga ile Haber Masası (Skyturk; 2004 — сентябрь 2007)
- Show Haber (2002—2003)
- Fox On Ana Haber (2008—2010)
- Nazlı Tolga ile Fox Ana Haber (сентябрь 2007 — 14 июня 2013)